# مسلسل الحمض النووي
مُسلسِل الحمض النووي هو أداة علمية تُستخدم لأتمتة عملية تسلسل الحمض النووي، فعند أخذ عينة من الحمض النووي يعمل مسلسل الحمض النووي لتحديد ترتيب القواعد النووية الأربعة: الغوانين، السيتوزين، الأدينين والثايمين، ثم يُعبر عن هذه القراءة بسلسلة نصية مكتوبة، يمكن كذلك اعتبار بعض متواليات الحمض النووي أدوات بصرية لأنها تحلل الإشارات الضوئية الناشئة عن الفلوروكرومات المرتبطة بالنيوكليوتيدات التي تدخل في تركيبها.
قدم ليود سميث أول مسلسل آلي للحمض النووي الآلي في عام 1987. استُخدمت طريقة سانغر لعملية التسلسل، وهي تقنية شكلت أساس الجيل الأول من مسلسلات الحمض النووي، وساهمت في إكمال مشروع الجينوم البشري في عام 2001. يعتبر الجيل الأول من أجهزة تسلسل الحمض النووي أنظمة فصل كهربائي آلية تكشف عن هجرة أجزاء الحمض النووي الموسومة، ولذلك يمكن استخدامها في التنميط الجيني للواسمات الجينية عندما يلزم تحديد طول جزء أو أجزاء الحمض النووي فقط.
حفز مشروع الجينوم البشري تطوير تقنيات أرخص وأكثر إنتاجية ودقة تُعرف باسم مسلسلات الجيل التالي للجينوم البشري. زادت مسلسلات الجيل التالي من معدل تسلسل الحمض النووي بشكل كبير، مقارنة بطريقة سانغر القديمة، إذ يمكن تحضير عينات الحمض النووي تلقائيًا في أقل من 90 دقيقة، ويمكن ترتيب تسلسل الجينوم البشري في غضون أيام فقط. ظهرت حديثًا مسلسلات الحمض النووي من الجيل الثالث مثل سمارت وأكسفورد نانوبور، ويمكن لهذه المسلسلات قياس إضافة النيوكليوتيدات إلى جزيئات الحمض النووي في نفس الوقت.
توجد العديد من القيود التي تحد من إمكانيات مسلسلات الحمض النووي، وهذا ما يجعل القراءات التي تقوم بها قصيرة مقارنة بطول الجينوم، ولذلك يجب تجميع هذه القراءات معًا. قد تحتوي البيانات أيضًا على أخطاء ناجمة عن القيود في تقنية تسلسل الحمض النووي أو بسبب أخطاء أثناء تضخيم تفاعل البوليميراز المتسلسل. يستخدم مصنعو مسلسل الحمض النووي عددًا من الطرق المختلفة لاكتشاف قواعد الحمض النووي الموجودة، ويكون للبروتوكولات المطبقة في منصات التسلسل المختلفة تأثير في البيانات النهائية التي أنشأت، ولذلك تكون مقارنة جودة البيانات والتكلفة عبر التقنيات المختلفة مهمة صعبة للغاية. يوفر كل مُصنع طرقه الخاصة للإبلاغ عن أخطاء التسلسل والنتائج النهائية، ومع ذلك لا يمكن دائمًا مقارنة الأخطاء والنتائج بين الأنظمة الأساسية المختلفة بشكل مباشر، نظرًا لأن هذه الأنظمة تعتمد على أساليب مختلفة لتسلسل الحمض النووي، ولذلك يعتمد اختيار أفضل مسلسل للحمض النووي على الأهداف المتوقعة للتجربة والنتائج المتاحة.

## تاريخ
طور جيلبرت (1973) وسانغر (1975) طرق تسلسل الحمض النووي الأولى. قدم جيلبرت طريقة تسلسل تعتمد على التعديل الكيميائي للحمض النووي متبوعًا بانقسام في قواعد محددة منه، بينما تعتمد تقنية سانغر على إنهاء سلسلة النوكليوتيدات. أصبحت طريقة سانغر أكثر شيوعًا واستخدمًا مع الوقت بسبب كفاءتها المتزايدة ونشاطها الإشعاعي المنخفض. كان أول مسلسل آلي للحمض النووي AB370A وقد طورته شركة أبليد بيوسيستمز في عام 1986، كان هذا المسلسل قادرًا على سلسلة 96 عينة حمض نووي في وقت واحد، بمعدل 500 ألف قاعدة نووية في اليوم، وشكلت هذه بداية الجيل الأول من مسلسلات الحمض النووي. حدثت النقلة التالية مع إطلاق مسلسل AB310 في عام 1995 والذي اعتمد على البوليمرات الخطية (بدلاً من الهلام) لفصل أجزاء الحمض النووي عن طريق الرحلان الكهربائي. شكلت هذه التقنيات الأساس لإكمال مشروع الجينوم البشري في عام 2001. حفز مشروع الجينوم البشري على تطوير منصات أرخص وأكثر إنتاجية ودقة تُعرف باسم مسلسلات الجيل التالي في عام 2005، وأصبحت أنظمة إن جي إس هي الأكثر استخدامًا بفضل دقتها وفعاليتها وتكلفتها المقبولة مقارنة ببقية المسلسلات.
ظهر الجيل الثالث من مسلسلات الحمض النووي في الآونة الأخيرة. لا تتطلب طرق التسلسل التي تطبقها هذه الأجهزة تضخيم الحمض النووي عن طريق تفاعل البلمرة المتسلسل، ما يسرع من تحضير العينة قبل التسلسل ويقلل من الأخطاء. بالإضافة إلى ذلك تُجمع بيانات التسلسل من التفاعلات الناتجة عن إضافة النيوكليوتيدات في الوقت نفسه. قدمت شركتان أساليب مختلفة في أجهزة التسلسل من الجيل الثالث، الشركة الأولى هي باسفيك بيوسيانس، وتعتمد المسلسلات التي طورتها على طريقة يطلق عليها تقنية الوقت الحقيقي لجزيء واحد، إذ تنتج بيانات التسلسل بواسطة الضوء المنبعث عند إضافة نوكليوتيد إلى الشريط التكميلي بواسطة أنزيمات تحتوي على أصباغ فلورية، أما الشركة الثانية فهي أوكسفورد نانوبور تكنولوجيز وتعمل على تطوير أجهزة تسلسل من الجيل الثالث باستخدام أنظمة إلكترونية تعتمد على تقنيات استشعار المسام النانوية.

## الشركة المصنعة لأجهزة تسلسل الحمض النووي

### روش
كان جهاز التسلسل 454 DNA أول مسلسل من الجيل التالي يحقق نجاحًا تجاريًا، وقد طورته شركة لايف ساينس واشترته شركة روش في عام 2007، يعتمد هذا الجهاز على تقنية الكشف عن البيروفوسفات الناتجة عن تفاعل بوليميريز الحمض النووي عند إضافة نوكليوتيد إلى سلسلة قالب الحمض النووي.
تصنع روش حاليًا نظامين يعتمدان على تقنية التسلسل الحراري بقراءة تتراوح بين 400 – 1000 زوج أساسي. تتمثل إحدى أهم ميزات أنظمة المسلسلات التي تطورها شركة روش في سرعة تشغيلها، ومن عيوب هذا النظام أنه عرضة للأخطاء عند تقدير عدد القواعد في سلسلة طويلة من النيوكليوتيدات المتطابقة. يشار إلى هذا باسم خطأ البوليمرات المتجانسة، ويحدث عندما يكون هناك 6 قواعد متطابقة أو أكثر في الصف، ومن العيوب الأخرى سعر الكواشف الذي يعتبر أغلى نسبيًا مقارنةً بأجهزة التسلسل الأخرى من الجيل التالي.
أعلنت شركة روش في عام 2013 أنها ستوقف تطوير أنظمة التسلسل الآلية، وتتخلص من الأجهزة التي تمتلكها بحلول 2016.

### إلومينا
تنتج شركة إلومينا عددًا من آلات التسلسل من الجيل التالي باستخدام التكنولوجيا التي استحوذت عليها من شركة سوليكسا. طورت التكنولوجيا التي تستخدم في مسلسلات الحمض النووي هذه لأول مرة بواسطة سوليكسا في عام 2006 كمحلل للجينات، واشترتها إلومينا في عام 2007. يستخدم محلل الجينوم التسلسل بطريقة التجميع من خلال إنتاج النموذج الأول لكل جزء بمفرده، وخلال عام 2009 تحققت زيادة في الإنتاج من 20 غيغابايت لكل تشغيل في أغسطس إلى 50 غيغابايت لكل تشغيل في ديسمبر، وفي عام 2010 أصدرت الشركة جهازًا جديدًا ينتج 600 غيغابايت في كل تشغيل، بالإضافة لذلك يعتبر هذا الجهاز من أرخص مسلسلات الحمض النووي بتكلفة 0.02 دولار لكل مليون قاعدة.

### بيكمان كولتر
طورت بيكمان كولتر أجهزة تسلسل حمض نووي تعتمد على تقنيات الرحلان الكهربائي الشعري، وتنتج الشركة حاليًا نظام تحليل جيني يعتمد على الأصبغة الفلورية. تستخدم هذه الطريقة جهاز التدوير الحراري بنفس الطريقة التي يستخدم بها تفاعل البوليميراز المتسلسل لتمديد أجزاء الحمض النووي، ما يضخم الأجزاء المتسلسلة، ويحقق نفس الغرض تقريبًا.